# احمدرضا شهمیری
احمدرضا شهمیری شورمستی معروف به احمدرضا شهمیری (زاده ۲۷ آذر ۱۳۷۷ در ساری) شمشیرباز ایرانی است.

## زندگی‌نامه
وی از سال ۸۹–۹۰شروع به شمشیربازی کرده و سال ۹۲ به عضویت تیم ملی نوجوان درآمد.
شهمیری در حال حاضر عضو تیم ملی شمشیر بازی است.

## افتخارات
- کسب مدال طلای رقابتهای جام جهانی جوانان  [۶]۲۰۱۶